# 高掌折顎蟹
高掌折顎蟹（学名：Ptychognathus altimanus）为方蟹科折顎蟹屬下的一个种。